# L'Île de Club Penguin
 (janvier 2022).
Pour les articles homonymes, voir ICP.
L'Île de Club Penguin ou ICP (en anglais : Club Penguin Island) était un jeu de rôle en ligne massivement multijoueur (MMORPG) pour mobile dont la sortie mondiale date du 29 mars 2017. C'est le successeur du jeu Club Penguin. On peut l'abréger en français par ICP et par CPI en anglais.
L'univers du jeu reste très similaire à celui de Club Penguin, bien que les lieux de l'île aient été changés. Le jeu est en 3D et ne fonctionne plus sous Adobe Flash Player.
Le 31 janvier 2017, Disney annonce la fermeture du jeu Club Penguin pour le 29 mars 2017 et le lancement d'un nouveau jeu nommé L'Île de Club Penguin,.
Le 1er décembre 2017, la sortie de la version 1.8 de L'Île de Club Penguin marque l'arrivée du jeu sur Windows et MacOS en bêta téléchargeable sous forme d'un logiciel. Cette sortie sur ordinateur a réjoui de nombreux anciens joueurs du précédent jeu, Club Penguin.
Le 27 septembre 2018, Disney annonce la fermeture du jeu pour la fin de l'année 2018, avec le licenciement des employés du siège à Kelowna,,.
Les serveurs du jeu ont définitivement fermé le 20 décembre 2018, cependant, un mode hors-ligne devient disponible le 21 décembre 2018.
Depuis l'interruption des serveurs officiels, des serveurs privés ont pu être lancés par des fans du jeu, permettant de nouveau de jouer avec d'autres joueurs à L'Île de Club Penguin.

## Histoire
Le jeu était au départ connu sous le nom de Projet: Super Secret à partir de juin 2015. Ce projet a finalement été révélé le 17 novembre 2016 sous le nom de L'Île de Club Penguin.
Une bêta fermée du jeu était disponible de la révélation du jeu jusqu'à décembre 2016 pour les habitants d'Amérique du Nord.
Puis une bêta géographique (géo-beta) semi-privée a eu lieu pour les habitants d'Australie et de Nouvelle-Zélande du 15 décembre 2016 à la sortie mondiale du jeu.
La sortie mondiale a été effectuée le même jour que la fermeture des serveurs du jeu Club Penguin en Flash, le 30 mars 2017 à 12:01:25 (heure du Pacifique).
Différentes mises à jour se sont ainsi succédé ajoutant chacune différentes fonctionnalités comme de nouveaux mini-jeux, de nouvelles fêtes, de nouveaux mobiliers pour igloos et bien plus.
Néanmoins, le 27 septembre 2018, Disney a confirmé dans une lettre à Disney Canada, obtenue par le site Web Kotaku, que L'Île de Club Penguin allait fermer durant la fin de l'année 2018.
La fermeture n'avait pas encore eu lieu et la date de la fermeture n'avait pas encore été confirmée, mais Disney a déclaré plus tard dans un billet de blog que les informations nécessaires seraient disponibles dans les "prochaines semaines". Cette décision, prise en laissant à l'écart de toute l'équipe travaillant sur le jeu, a été principalement motivée par la faible rentabilité du jeu pour Disney. Ceux-ci évoquent également la "concurrence mondiale" comme facteur important dans cette décision.
Les serveurs du jeu ont finalement été fermés définitivement le 20 décembre 2018. Le 21 décembre 2018, un mode hors-ligne a été mis en place, mais sans fonctionnalités multijoueur.